# Labo M
Albums de 
-M-
Le Tour de -M-
(2001) Qui de nous deux ?
(2003)
Labo -M- est un album studio de Matthieu Chedid, sorti en 2003. Cet album instrumental se veut plus intimiste que les précédents (on l'y entend murmurer sur certaines chansons). Alternant chansons rock et atmosphère calme avec violoncelles et guitare classique (Les Saules), -M- propose des morceaux de chansons dans son studio (appelé le Labo -M-). Quelques versions originelles de certaines chansons présentes sur d'autres albums y figurent également.
Une sorte de suite, initialement intitulée Labo -M- 2, est attendue pour 13 novembre 2015. Sous le titre La B.O² -M-, il prend la forme d'un livre-CD avec le dessinateur Matthias Picard (Éditions 2024) et d'un objet nommé Orange numérique produit par Devialet.

## Liste des titres
| No  | Titre          | Durée |
| --- | -------------- | ----- |
| 1.  | Tapis Volant 1 | 3:51  |
| 2.  | Slide Melody   | 0:49  |
| 3.  | Les Saules     | 2:38  |
| 4.  | L'Automat      | 3:15  |
| 5.  | Ricken         | 2:32  |
| 6.  | Stan est Stone | 5:02  |
| 7.  | Au Kazoo       | 2:02  |
| 8.  | Jam à la Mer   | 4:04  |
| 9.  | Tapis Volant 2 | 5:26  |
| 10. | Coup d'Trash   | 1:57  |
| 11. | La Nébuleuse   | 6:56  |